# Prosoeca longirostris
Prosoeca longirostris är en tvåvingeart som först beskrevs av Macquart 1846.  Prosoeca longirostris ingår i släktet Prosoeca och familjen Nemestrinidae. Inga underarter finns listade i Catalogue of Life.